# 木棋

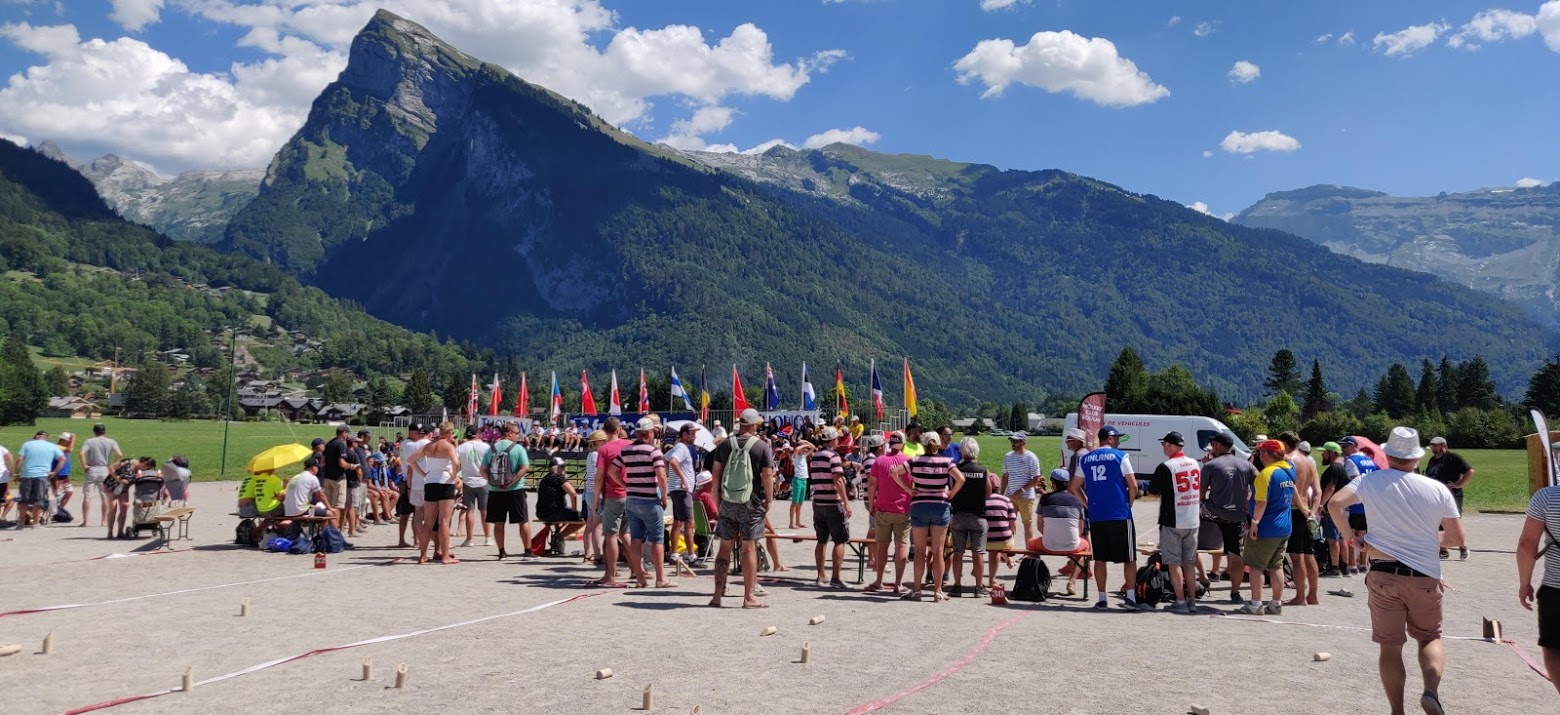
木棋玩家们参加2019年在法国萨摩恩斯举办的世界锦标赛

（芬兰）木棋（芬蘭語：Mölkky，芬蘭語發音：[ˈmølkky]，音译为“默尔屈”），或称（芬兰）木柱、芬兰撞柱，是由Lahden Työn Paikka公司（前称Tuoterengas）于1996年发明的芬兰投掷游戏。「木棋」一词由香港木棋引入人黎廣業先生命名，並獲世界組織認可。它根源於卡累利阿人的古老投掷游戏屈凯（kyykkä）的基础上发展而来，但不需要玩家有玩屈凯那么强的体力，因而更老少咸宜。木棋不需要特殊的设备、场地，而获得比赛的胜利是基于运气和技巧的结合。Lahden Työn Paikka公司在芬兰已售出近20万套木棋。
在2016年，Lahden Työn Paikka将Mölkky的所有权利，包括游戏制作和商标等出售给了芬兰公司Tactic Games Oy。 Mölkky是受保护的商标。所有的木棋柱子均在芬兰波里制造。

## 规则

游戏开始时各柱子的位置

在游戏中，玩家使用投掷大木棋去撞击尺寸几乎与投掷木柱相似、标有数字1到12的木棋。这些被撞击的木棋以图片中的形式摆放：在离投掷点3-4米远的第一排是木棋1/2；第二排是木棋3/10/4；第三排是木棋5/11/12/6；第四排是木棋7/9/8。
要是被撞到的是一根木棋，那么玩家这一轮会获得该木棋上的数字（如只有木棋8倒下，那么玩家就获得八分）。如果撞到的是两根或多根木棋，那么撞到几根玩家就得几分（如撞到了9、8、6三根，玩家就会获得三分）。只有当木棋完全平行于地面而不是倚靠在其它木棋上时，这根木棋才会被计为倒下。每次投掷结束后，所有的木棋都要在原地重新竖起。
第一个精确达到50分的玩家将赢得比赛。如果得分超过50，玩家的分数就会被重置为25分。如果连续三次没有击中任何木棋，这名玩家会直接被淘汰出局。

## 组织和比赛
木棋玩家已经建立了400多个木棋协会。国际木棋组织负责协调这些组织。目前有13个国家和地区为正式会员。
自1997年以来，海梅南部地区的青年俱乐部就在拉赫蒂组织了芬兰木棋锦标赛。坦佩雷的理工类学生于2001年组织了木棋世界锦标赛。芬兰木棋联盟的成立是为了促进游戏及其亚文化的发展。首届澳大利亚锦标赛分别于2010年和2011年举行。
在美国，自2014年以来，就由 Molkky USA和US Molkky Association举办美国木棋巡回赛。
2016年是木棋世界锦标赛首次在芬兰以外举办。比赛在法国勒勒举办。2017年，木棋世界锦标赛在捷克布拉格举行，2018年在芬兰波里和2019年在法国萨穆万举办。2020年世界锦标赛原本计划在芬兰许温凯举办，但已取消。